# Benjamín Castañeda
Benjamín Castañeda Garrido (Lima, Perú; 31 de marzo de 1846 - Lima, Perú; 26 de marzo de 1913). Compositor y maestro de música, y a su vez viajero en el Extremo Oriente y autor de la primera gramática de la lengua china escrita por un autor peruano de época republicana.

## Biografía
Benjamín Castañeda nació en Lima. Era hijo de José Domingo Castañeda Salcedo y de Rosa Ramona Garrido. Se educó en Lima en el Seminario de Santo Toribio e inició su formación pianística con el profesor Nussart, francés, por esos años en Lima. Posteriormente fue alumno en Niza de Josef Proksch (1794-1864) y de Theodor Proksch (1843-1876, hijo del anterior), "aunque no se precisa", "pues ambos actuaban simultáneamente en la enseñanza y ambos gozaban de prestigio". De regreso al Perú en 1865 fue uno de los pioneros en divulgar en Lima la música de Chopin.

### Extremo Oriente
Castañeda viajó a Japón y China a finales de la década de 1860. Su Gramática elemental de la lengua china, dialecto cantonés, Hongkong, Typ. de De Souza & Ca., 1869 (título en chino: 《廣東土音》，嘉士打耶打 創) de 137 páginas, fue la primera obra de este tipo publicada en Perú, apareció en Hong Kong en 1869, seguida al año siguiente por Memoria referente a los principales puertos de China y Japón, Lima, 1870"; En 1877, se publicó su tercera obra sobre la región, dedicada a las provincias de Kwantung (Guangzhou) y Fukien (Fujian): y Las provincias meridionales de Kuan Tung y Foh Kuien, Lima, 1877

### Regreso a Perú
De regreso en el Perú, durante cerca de treinta años fue el más solicitado profesor de piano, teniendo entre sus más destacados discípulos a José María Valle Riestra. Compuso un tratado de armonía; pero no autorizó su publicación por considerar modestamente que sólo serviría para la educación de sus hijos. Casado con Maria Luisa Scotland, distinguida pianista limeña (quien le sobrevivió largamente, pues falleció en 1945)  Como padre y como profesor de música, cifró su vocación en la formación pianística de su primogénito, quien siendo muy bien dotado de talentos, falleció prematuramente en 1910, originando la más aguda depresión en su padre.

## Obras
Entre sus composiciones musicales se citan: Marcha nupcial, estrenada el 5 de julio de 1871; polca Ristori, estrenada el 19 de noviembre de 1874; galopa Las regatas, estrenada el 12 de septiembre de 1874; Marcha fúnebre, en honor de Francisco de Paula González Vigil, compuesta en 1875; polca La feria (1876); y vals Corina, ejecutado el 23 de julio de 1878.

## Cita literaria
El músico Benjamín Castañeda Garrido y su gramática del chino cantonés aparecen mencionados en Quince plazuelas, una alameda y un callejón, de Pedro M. Benvenutto Murrieta, que en palabras de su autor constituye una "reconstrucción basada en la tradición oral" de la "Lima en los años de mil ochocientos ochenta y cuatro a mil ochocientos ochenta y siete". En la descripción del barrio en torno a la plazuela de la Micheo, dice Benvenutto: "... Es que viene de [la plazuela de] Belén de donde su amigo Irribarren y se dirige a su casa un caballero bajo de cuerpo, metido en carnes, de bigote blanco y andar pausado; su negra levita abotonada, su sombrero de paja guayaquileña y un grueso bejuco con puño de plata le dan un aspecto especial, es don Nicanor Tejerina, el único varón que habla y escribe aquí correctamente el chino y el cantonés. Don Nicanor ha sido largos años cónsul peruano en diversos lugares del Imperio Celeste y es querido por toda la colonia, desde los chinos ricos comerciantes de la calle Zavala hasta los barrenderos de la baja policía municipal... Don Nicanor pasa rápido, pero sin taparse las narices ni insultar a sus amigos, quienes en alta voz lo saludan respetuosamente: You man... You man... (Si en este momento registráramos a don Nicanor, es seguro que le hallaríamos en uno de los bolsillos del saco, junto con algunos 'comercios' en chino -impresos en excelente papel de arroz-, un ejemplar de la Gramática Elemental de la Lengua China-Dialecto Cantonés, que escribiera en 1869 su amigo Castañeda en Hong Kong. Don Nicanor irá pensando, sin duda, en las veinte y tantas entonaciones que debe aprenderse antes que todo quien quiera como él hablar en chino y cantonés)".
José Gálvez Barrenechea, en Calles de Lima y meses del año (Lima: 1943), p. 35, se refiere al músico Benjamín Castañeda Garrido como uno de los vecinos de la calle del Mascarón (hoy 5.ª cuadra de la Av. Cuzco, en el centro de Lima): "[Calle de] El Mascarón.- (...) El maestro de música don Benjamín Castañeda [Garrido], hijo del primer matrimonio de doña Ramona Garrido de Loayza, vivió en esa cuadra."